# Stazione di Sant’Agapito-Longano
Stazione di Sant’Agapito-Longano vasútállomás Olaszországban, Molise régióban, Sant’Agapito településen.

## Vasútvonalak
Az állomást az alábbi vasútvonalak érintik:
- Termoli–Venafro-vasútvonal

## Kapcsolódó állomások
A vasútállomáshoz az alábbi állomások vannak a legközelebb: 
- Stazione di Rocca Ravindola
- Stazione di Isernia